# راندي براون (مقاتل)
راندي براون (بالإنجليزية: Randy Brown) هو فنان قتال مختلط جامايكي، ولد في 8 يوليو 1990 في سبرينغفيلد في الولايات المتحدة.

## وصلات خارجية
- راندي براون على موقع يو إف سي (الإنجليزية)
- راندي براون على موقع شيردوغ (الإنجليزية)
- راندي براون على موقع Tapology.com (الإنجليزية)
- راندي براون على موقع IMDb (الإنجليزية)